# Demi Volleringová
Demi Vollering (* 15. listopadu 1996) je nizozemská profesionální silniční cyklistka jezdící za UCI Women's WorldTeam SD Worx. V roce 2019 Volleringová vyhrála závody Volta Limburg Classic a Giro dell'Emilia. V roce 2021 vyhrála svůj první monument, Lutych–Bastogne–Lutych, jednodenní závod La Course by Le Tour de France a etapový závod The Women's Tour.

## Hlavní výsledky
2018
Kolem Uppsaly
9. místo celkově
2019
vítězka Giro dell'Emilia
vítězka Volta Limburg Classic
Grand Prix Elsy Jacobs
2. místo celkově
vítězka prologu
3. místo Lutych–Bastogne–Lutych
5. místo Valonský šíp
The Women's Tour
5. místo celkově
5. místo GP de Plouay
7. místo Amstel Gold Race
2020
Setmana Ciclista Valenciana
3. místo celkově
3. místo La Course by Le Tour de France
3. místo Valonský šíp
7. místo Gent–Wevelgem
7. místo Kolem Flander
Národní šampionát
10. místo silniční závod
2021
The Women's Tour
 celková vítězka
vítězka 3. etapy (ITT)
vítězka La Course by Le Tour de France
vítězka Lutych–Bastogne–Lutych
2. místo Amstel Gold Race
2. místo Brabantský šíp
2. místo Emakumeen Nafarroako Klasikoa
Mistrovství Evropy
 3. místo smíšená týmová štafeta
5. místo silniční závod
Vuelta a Burgos Feminas
3. místo celkově
5. místo Kolem Flander
6. místo Strade Bianche Donne
Národní šampionát
6. místo časovka
Mistrovství světa
7. místo silniční závod
10. místo Valonský šíp
2023
vítězka Strade Bianche Donne

### Výsledky na etapových závodech
| Výsledky na Grand Tours        |      |      |      |
| Grand Tour                     | 2019 | 2020 | 2021 |
| Giro Rosa                      | 13   | —    | 3    |
| Výsledky na etapových závodech |      |      |      |
| Závod                          | 2019 | 2020 | 2021 |
| Grand Prix Elsy Jacobs         | 2    | NS   | —    |
| The Women's Tour               | 5    | NS   | 1    |

### Výsledky na klasikách
| Výsledky na monumentech        |           |           |      |
| Monument                       | 2019      | 2020      | 2021 |
| Kolem Flander                  | —         | 7         | 5    |
| Paříž–Roubaix                  | Nejelo se | Nejelo se | —    |
| Lutych–Bastogne–Lutych         | 3         | 11        | 1    |
| Výsledky na klasikách          |           |           |      |
| Klasika                        | 2019      | 2020      | 2021 |
| Omloop Het Nieuwsblad          | —         | —         | 13   |
| Strade Bianche Donne           | —         | 20        | 6    |
| Ronde van Drenthe              | —         | NS        | 26   |
| Gent–Wevelgem                  | 35        | —         | —    |
| Trofeo Alfredo Binda           | 17        | NS        | —    |
| Amstel Gold Race               | 7         | NS        | 2    |
| Valonský šíp                   | 5         | 3         | 10   |
| La Course by Le Tour de France | 11        | 3         | 1    |

### Výsledky na šampionátech
| Akce               | Akce                   | 2017      | 2018      | 2019      | 2020      | 2021 |
| ------------------ | ---------------------- | --------- | --------- | --------- | --------- | ---- |
| Olympijské hry     | Silniční závod         | Nejelo se | Nejelo se | Nejelo se | Nejelo se | 25   |
| Mistrovství světa  | Silniční závod         | —         | —         | 56        | 35        | 7    |
| Mistrovství Evropy | Smíšená týmová štafeta | Nejelo se | Nejelo se | —         | —         | 3    |
| Mistrovství Evropy | Silniční závod         | —         | —         | 33        | 10        | 5    |
| Národní šampionát  | Časovka                | —         | 21        | 22        | NS        | 6    |
| Národní šampionát  | Silniční závod         | 49        | 22        | 53        | 10        | 9    |

| —   | Nezúčastnila se |
| DNF | Nedokončila     |
| NS  | Nejelo se       |